# إساءة اقتباس يسوع
إساءة اقتباس يسوع كتاب من تأليف بارت إيرمان الباحث في العهد الجديد،  والبروفيسور في جامعة ولاية نورث كارولاينا تشابل هل، يعطي مقدمة عن النقد النصي للكتاب المقدس مع لمحة عن 5700 مخطوطة وجد فيها العلماء 200000 اختلاف. يكشف الكتاب عن الكثير من التنوعات النصية بسبب التغيير المتعمد أو غير المتعمد في عهد النسخ اليدوي، ووصل الكتاب لقائمة أفضل مبيعات نيو يورك تايمز.
ومن أبرز ما أثبته الكاتب في كتابه المشار إليه هنا هو نفى حدوث أشهر قصص الكتاب المقدس وهي قصة المسيح مع المرأة التي تلبست بواقعة زنا.[بحاجة لمصدر]

## الوصلات الخارجية
- ملخص الكتاب على موقع NPR